# Raanan Moscovich
Raʿanan Moscovich (רַעֲנָן מוֹסְקוֹבִיץ׳; * 17. Oktober 1986) ist ein ehemaliger israelischer Eishockeyspieler, der zuletzt bis 2017 bei den Maccabi Metulla Eggenbreggers in der israelischen Eishockeyliga unter Vertrag stand.

## Karriere
Moscovich begann seine Karriere beim HC Metulla, bei dem er in der Spielzeit 2002/03  sein Debüt in der Israelischen Eishockeyliga gab. Seit 2012 spielt er beim Lokalrivalen Maccabi Metulla Eggenbreggers, wo er 2017 seine Karriere beendete.

### International
Im Juniorenbereich spielte Moscovich für Israel bei den U18-Weltmeisterschaften 2003 und 2004 jeweils in der Division III.
Mit der Herren-Nationalmannschaft nahm Moscovich in der Division II an den Weltmeisterschaften 2013 und 2014 teil. Zudem stand er für Israel bei der Qualifikation für die Olympischen Winterspiele 2014 in Sotschi auf dem Eis.

## Erfolge und Auszeichnungen
- 2013 Aufstieg in die Division II, Gruppe A, bei der Weltmeisterschaft der Division II, Gruppe B